# Kindlas
Kindlas ist ein Gemeindeteil der Stadt Hirschau im Landkreis Amberg-Sulzbach in der Oberpfalz in Bayern.

## Herkunft des Namens
Der Ortsname rührt vom Genitiv des Familiennamens oder Personennamens Kühnlein her, der im 15. Jahrhundert in der Gegend in den Reichenecker Lehenbüchern belegt ist. Erstmals erwähnt wurde Kindlas als „Wüstung zum Kuenleins“ im Salpuch zu Sulzbach, das zwischen 1366 und 1368 entstand. 1393 wurde Kindlas als „Künleins“, 1419 als „zu dem Künleins“ und 1501 als „Künles“ erwähnt, 1574 als „zum Kinlas“, 1577 als „Künles“, 1630 als „Khünles“ und 1766 als „Dörflein zum Kindlas“.

## Geschichte
1393 verlieh Herzog Stephan von Bayern die zwei Höfe von Kuenleins an Peter Wysenacker. 1419 gab Pfalzgraf Johann einen Hof „zu dem Künleins“ an Hanns Wildensteiner dem Alten als Lehen. Das Wehrverzeichnis des Pflegamts Hirschau aus dem Jahre 1501 belegt, dass „Künles“, wie es dort bezeichnet wird, zu Hirschau gehörte. In den Jahren 1577, 1630 und 1766 wurde Kindlas jeweils als dem Hirschau zugehörig erwähnt.

## Religionen
Die Bewohner von Kindlas sind überwiegend katholisch. Kindlas ist der Pfarrgemeinde Ehenfeld zugeordnet. Die Pfarrgemeinde Ehenfeld bildet mit der Pfarrei Hirschau eine Seelsorgeeinheit.

## Kultur und Sehenswürdigkeiten
Siehe auch: Liste der Baudenkmäler in Hirschau#Kindlas
Zu den Sehenswürdigkeiten des Orts gehört die Kapelle Heilige Dreifaltigkeit und das denkmalgeschützte Gasthaus Blaue Traube.

## Wirtschaft und Infrastruktur
Über Kindlas führt der Grün-Weiß-Weg, Bestandteil der Ostlinie des Main-Donau-Wegs.

### Verkehr
Kinlas erreicht man von Ehenfeld aus über Nebenstraßen nach drei Kilometern. Von der Kreisstraße AS 19 führt zwischen den Kreuzungspunkten der AS 19 mit der Kreisstraße AS 18 und der Staatsstraße 2238 eine Abzweigung nach Kindlas.
An den öffentlichen Nahverkehr ist Kindlas mit einer Buslinie angebunden. Dabei handelt es sich um den Ortslinienverkehr Hirschau, der die Gemeindeteile von Hirschau miteinander verbindet (RBO-Linie 6334, VGN-Linie 468).
Die nächstgelegenen Bahnhöfe befinden sich in Freihung (10 km), in Röthenbach (8 km) und in Amberg (24 km).